# 카바치

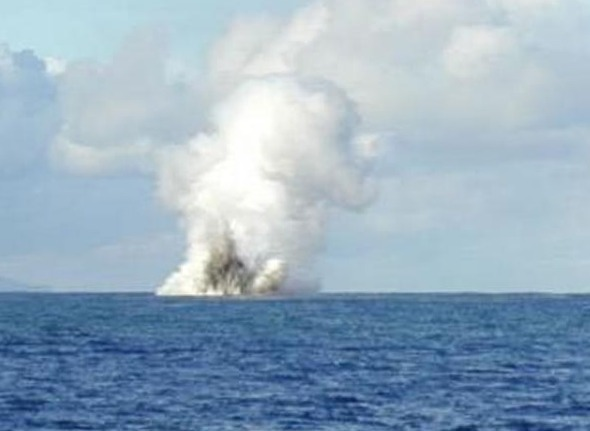
2000년의 분화

카바치(영어:Kavachi)는 솔로몬 제도에 있는 해저 화산으로, 세상에서 가장 활동이 활발한 해저 활화산 중 하나이다. 솔로몬 제도에서 유일하게 활동중인 해저 화산이며, 2007년 최종 분화 이후 잠잠하다가 2014년 다시 분화를 시작하였다. 2002년에는 해발 15m의 화산섬이 생겼지만, 끝내 거센 파도의 방해로 가라앉고 말았다. 최근에도 매우 활발한 화산 활동을 보이고 있다.